# 田中善則
田中 善則（たなか よしのり、1967年10月1日 - ）は、東京都出身の元社会人野球選手（内野手）・監督。右投右打。
1990年代から2000年代にかけて、たくぎん、シダックスで活躍し、現在は昭和第一学園の監督を務める。

## 経歴
東京都中央区出身。法政一高2年夏に甲子園に出場し、その後法政大学に進んだ。野球部の同級生に大島公一、葛西稔がいる。法大時代はリーグ4連覇を経験、自身もベストナインに3度選ばれている。
その後北海道拓殖銀行に入行して野球部で6年間プレーした後、1995年限りで自らの意思で退部したが、当時結成間もなかったシダックスに請われ転籍。シダックスが優勝した1999年の社会人野球日本選手権では大会MVPを獲得、同年の社会人ベストナインにも選出された。2001年限りで現役を引退してコーチに就任、2003年からはシダックスの監督に就任した野村克也に師事した。
野村が東北楽天ゴールデンイーグルスの監督に就任するためにシダックス監督の職を辞したのを受け、2006年シーズンのシダックスの指揮を執ったが、同年秋にチームの廃部が決定したため、シダックス最後の監督となった。その後日本K-Ball少年野球連盟事務局長を歴任した後、シダックスを退社して別の企業に勤務。2014年に昭和第一学園高等学校の職員となり、同年春に総監督として野球部に関わったのち、秋から監督に就任。

## エピソード
- 1999年の日本選手権の直前、大島と酒を飲んだ際に田中が日本一になっていないことをこぼすと、大島は「お前が打って勝てばいいじゃないか」と言った。田中はこれに発奮、シダックスに優勝をもたらす活躍をみせた。
- シダックス廃部決定後は当時在籍していた25選手の受け入れ先探しに奔走、プロ・アマを含めて23選手の移籍を成功させている。

## 主な表彰・タイトル
- 第26回社会人野球日本選手権大会 MVP・最優秀選手賞（1999年）
- 社会人ベストナイン（1999年）